# Баёв, Константин Иванович
Константин Иванович Баёв (8 сентября 1916 — 11 апреля 1943) — русский советский поэт, журналист, сельский корреспондент. Погиб в Великую Отечественную войну.

## Биография
Родился в 1916 году в деревне Малошуйка Онежского уезда Архангельской губернии (ныне Онежского района Архангельской области) в семье рыбака. Окончил семь классов.
С 1932 года жил на Мурмане, работал в Териберке столяром моторно-рыболовной станции имени С. М. Кирова, ходил в море.
Активно занимался лыжной ходьбой, был выдвинут на комсомольскую работу — уполномоченным по физкультуре и спорту при Териберском райкоме комсомола.
Был селькором мурманских газет. Писал стихи.
В Великую Отечественную ушёл на фронт добровольцем. Воевал в 1070-м стрелковом полку 313-й стрелковой дивизии 32-й армии Карельского фронта.
11 апреля 1943 года, возвращаясь из разведки, погиб на льду Онежского озера.
Похоронен у посёлка Повенец в Карелии, в братской могиле (могила № 75, ряд 2, место 5, с восточной стороны).

## Творчество
Провожая в путь-дорожку,

Мать вложила в сумку мне:

– Вот, возьми, сыночек, ложку,

Пригодится на войне…

С боку звёзды, в центре птичка,

Лаком крытые края.

Сразу видно, что вещичка –

Раскрасавица моя.

В ней вкусна любая каша

И с огня солдатский борщ.

Эх, догадлива мамаша!

Знала: губ не обожжёшь.

Много мне встречалось ложек

Всех фасонов и мастей.

Только эта – всех дороже, –

Память матери моей.
Автор стихов, первые из которых были напечатаны в 1938—1940 годах в газетах «Полярная правда», «Комсомолец Заполярья», «Териберский колхозник».
Рукописи почти не сохранились. Известно лишь около двух десятков публикаций, но, как заметил в 2007 году краевед Сорокажердьев В. В., возможно их больше — никто не смотрел постранично газетные подшивки тех лет, а тем более военную периодику — фронтовые газеты Карельского фронта.
Посмертно печатался в коллективных изданиях. Так, стихотворение «Простой случай» есть в вышедшем после войны сборнике фронтовых стихов «На Карельском фронте», а в 1975 году стихотворение «На переднем крае» было включено в сборник «Огромная Родина наша на снежной Карельской земле».
В 1940 году победил в конкурсе редакции газеты «Полярная правда» на лучшую песню о Советском Заполярье:

Не красоты Севера, не затемненные январем сопки, не териберское побережье воспевал поэт, а готовность к бою и самопожертвование североморцев, песня так и называлась — «Походная Северного военного флота». Отзвуками войны с Финляндией наполнены патриотические строки, выдержанные в идеологическом ключе того времени — здесь и «золотые в лентах якоря», и «приказ наркома», и молния «Сталинского меткого огня». … К сожалению, произведения Баева не попали во всесоюзные антологии павших поэтов-фронтовиков, это уже наша вина, местных писателей и краеведов. А стоило бы включить в них такое душевное фронтовое стихотворение — «Ложка».— писатель и краевед Сорокажердьев В. В., 2007 год
Отдельной книгой сборник стихов поэта «Храните память» вышел только в 1993 году в Мурманске, сборник был подготовлен В. А. Смирновым. В 2015 году сборник был переиздан областной библиотекой под названием «Письмо к землякам».
- Баев К. И. — Письмо к землякам: стихи / Оцифрованное издание — Мурманск: Мурманская областная детско-юношеская библиотека, 2017.

## Память
В 1993 году учреждена областная литературная премия имени молодых поэтов-мурманчан Константина Баёва и Александра Подстаницкого.
С 1995 года детско-юношеская областная библиотека 11 апреля, в день рождения Костантина Баёва, ежегодно проводит «Баёвские чтения».
В 1998 году в Териберке установлена мемориальная доска поэту.